# ポピンズ (洗剤)
ポピンズは、花王が1970年代に発売していた洗濯用洗剤のブランドである。

## 商品概要
初めての酸素系漂白剤配合粉末洗剤として発売された。

## 歴史
- 1973年(昭和48年)2月15日 - 発売開始。
- 1975年11月、新ポピンズとして、小型化された。
- 販売終了時期不明（恐らく、1980年代初期か）。

## 歴代の商品
- ポピンズ - 大型洗剤。正味量は2.65kg、定価は600 → 800円。最小使用量は40g(約66回分)。
- 新ポピンズ - 小型洗剤。正味量は1.66kg、定価は700円。最小使用量は25g(約66回分)。軽量カップ入りだった。

## 主要成分
- 陰イオン系界面活性剤（恐らく、LAS主剤と思われる）
- リン酸塩
- 酸素系漂白剤
- 蛍光増白剤

## CM
- 「小型化されました」（1975年頃）
- 「スッキリとした白さに」（1976年 - 1978年）